# 鏡山城 (伯耆国)
鏡山城（かがみやまじょう）、または黒坂城（くろさかじょう）は、鳥取県日野郡日野町黒坂にあった江戸時代初期の日本の城。旧日野産業高校校舎とその裏山が城跡である。

## 歴史
1609年（慶長14年）、伯耆国米子城主･中村一忠が無嗣除封された後、伯耆国は小大名によって分割支配され、日野郡の地は伊勢国亀山より関一政が5万石で入封することとなった。関一政は黒坂の鏡山に新城を建設し城下町も整えた。
しかし1618年（元和4年）、家中不統一（世継ぎ争い）を理由に改易されてしまい、鏡山城も破城された。築城からわずか9年という短い存続期間だった。
関氏の後にこの地を支配した池田氏は鏡山城居館跡に陣屋を置き、重臣･福田氏を置いて黒坂を支配させた。関氏の築いた南北3筋・東西5筋の城下町の街並みは今に残っており、武家屋敷も見られる。

## 遺構
鏡山の丘陵に削平地が残る。基本的には土塁を主として構成された城だったらしい。
山上には南北に細長い主郭があり、南端と北端に櫓台とおぼしき遺構も見られる。櫓台には破城を受けているものの近世初期の石垣が残る。山麓には居館跡が残っている。